# Ken Wilber
Kenneth Earl Wilber II (Oklahoma City, 1949. január 31. –) amerikai gondolkodó, aki elsősorban fejlődéslélektani, filozófiai, pszichológiai és hittel kapcsolatos munkáiról ismert, melyet összefoglalóan integrál elméletnek hív. 1998-ban megalapította az Integrál Intézetet, az integrál elmélet tanítása és alkalmazása céljából.

## Életpályája
Ken Wilber Oklahomában született. Először orvostudományi egyetemre járt, de később ezt otthagyta, és biokémia szakon szerzett mesterfokú diplomát. Sokáig azonban nem építette egyetemi karrierjét, mert kiábrándult a tudomány anyagközpontúságából. Saját szellemi útjára lépve önállóan olvasta és foglalta szintézisbe a nyugati és keleti tudományos, filozófiai és pszichológiai irányzatokat. 1973-ban, 24 évesen írta meg első könyvét, amelyet 20 kiadó utasított vissza. A több tudományág ismereteit integráló könyvet „The Spectrum of Consciousness” (A tudat spektruma) végül 1977-ben adták ki. Ezzel a művel komoly elismerést és heves kritikát váltott ki. Azóta több mint húsz könyvet és számos esszét publikált.
1983-ban 34 éves korában ismerte meg feleségét, Terra (Treya) Killiam-ot, aki néhány évvel később rákban elhunyt. A betegséggel kapcsolatos élményeiket egy megrendítő és elméleti szempontból is figyelemreméltó könyvben "Grace and Grit" (Áldás és állhatatosság) osztja meg az olvasókkal. Jelenleg az Amerikai Egyesült Államokbeli Denverben, Colorado államban él.

## Elmélete

### Holonok
Wilber egyik legfontosabb gondolata a holon, ami Arthur Koestler írásaiból származik. Megfigyelte, hogy minden létező kettős természetű: egyrészt saját maga is egy egész, másrészt egy nagyobb egység része. Egy emberi sejt például önmagában egy egész, ugyanakkor a szervezet része is. Ugyanerre példa egy betű, amely integráns része a szónak, ami része a mondatnak, amiből viszont bekezdések és oldalak állnak. A kozmoszt alkotó holonoknak Wilber szerint négy alapvető képessége van: cselekvőképesség, részvétel, felbomlás, önmeghaladás.
A cselekvőképesség irányul arra, hogy a holon fenntartsa magát mint egész, a részvétel pedig arra, hogy beleilleszkedjen egy másik rendszerbe annak részeként. Ezt a két késztetést nevezi Wilber „horizontális” képességnek. Amikor egy holon elveszti cselekvőképességét, felbomlik, vagyis részeire (szubholonjaira) bomlik: a sejtek molekulákra, a molekulák atomokra, amelyeket azután a végtelenségig tovább lehet hasítani. Ez a folyamat a felbomlás. Ezzel ellentétes folyamat a felépülés, az új holonok keletkezése, ami nem folyamatosan történik, hanem „kvantumugrásokban”, vagyis úgy, hogy az új összetett holonokhoz való eljutás közbülső állomásainak létét semmi nem támasztja alá. Wilber ide azt a példát hozza A Működő Szellem rövid története című munkájában, amikor az evolúció során a mellső lábakból kifejlődnek a szárnyak. A szárny és a mellső láb közötti végtagokkal rendelkező, átmeneti, „félig láb-félig szárny”-as lény biztos halálra van ítélve: a se futni, se repülni nem tudó állat kényelmesen elejthető vacsora. A szárny csak akkor használható, ha a sok száz ehhez szükséges mutáció egyszerre jön létre, ráadásul legalább két ellentétes nemű egyednél. Ez a rendkívüli átalakulást hordozó folyamat az önmeghaladás. A felbomlás és az önmeghaladás egy holon „vertikális” képességei.

### AQAL
Az AQAL egy betűszó, amely az All Quadrants All Levels (minden kvadráns, minden szint) kifejezést takarja, de gyakran beleértik az elmélet többi részét képező vonalakat, állapotokat és típusokat is. Ez az az öt kategória,(Tevő; Részes; Meghalad; Bomlik; Negyedek) aminek leírásával egy létező jellemzése integráltnak mondható. Ahhoz hogy egy elmélet integrál (minden részletre kiterjedő, teljes körű) legyen, mind a négy kvadránsra és mind a négy szintre hivatkoznia kell.

#### Kvadránsok
| Bal Felső (BF) „ÉN” egyéni belső Intencionális | Jobb Felső (JF) „Ő” („AZ”) egyéni külső Viselkedési     |
| Bal Alsó (BA) „MI” kollektív belső Kulturális  | Jobb Alsó (JA) „ŐK” („AZOK”) kollektív külső Társadalmi |

Minden holon - mint a valóság egy egysége egész és egy nagyobb egység része is egyben, - van külső és belső megjelenése. Létezik mint individuum /egyéniség és (feltételezve hogy több ilyen entitás van) mint egy közösség része. A fejlődés mindig a valóság négy területén megy végbe.
Egy koordináta rendszer négy térfelén a bal oldaliak a belső, a jobb oldaliak a külső világot, a felső térfelek az egyéni valóságot, az alsók a kollektívet jelölik. Így kapjuk meg a valóság négy arcát, a négy kvadránst: az egyéni belső jelenségeket (Bal Felső), az egyént kívülről vizsgálva (Jobb Felső), a közös belső élményeket (Bal Alsó) és a közös létet kívülről (Jobb Alsó) vizsgálva.
Egy példával szemléltetve: a freudi pszichoanalízis az emberek belső élményeit értelmezi (BF), Skinner behaviorizmusa a szervezetek külső megfigyelésére helyezi a hangsúlyt (JF), Gadamer filozófiai hermeneutikája a társadalom belső tudatosságán alapszik (BA), míg a Marxista teória a társadalom külső viselkedését vizsgálja (JA). A négy szemléletmód kiegészíti egymást, nem pedig ellentmond egymásnak.
A kvadráns jobb oldala empirikus megfigyelésen alapszik (Mit csinál?), míg a bal oldal az értelmezésre fókuszál (Mit jelent?). Wilber szerint a modern világ elsősorban a jobb oldalra koncentrál, így a bal oldal tagadása miatt gyakorlatilag elvész a dolgok jelentése. Ezt a patológiát/kórtant Wilber „Síkvilágnak” hívja. Nincs érzelmi mélység se személyben, se közösségben. Csak működjön megfelelően.

#### Fejlődésvonalak
Az egyes holonoknak a kvadránsokon belül többféle fejlődési útjuk vagy más néven intelligenciájuk van. A többszörös értelmek közül tíz fontosabbat figyeltek meg, így például kognitív/megértő, morális/erkölcsi, pszichoszexuális/nem-lelkületi, kinesztetikus/mozgási, spirituális/szellemi, zenei stb. Egy ember lehet igen fejlett kognitíven, de jóval kevésbé fejlett a morális fejlődésvonalon (például a náci tisztek). Az egyes fejlődésvonalak nem teljesen függetlenek egymástól (például a morális fejlettség szintje nem haladhatja meg a kognitív fejlettségének a szintjét).

#### Szintek
A fejlődésvonalakhoz szorosan kapcsolódóan határozzuk meg a szinteket: minél fejlettebb valaki az adott fejlődésvonalon, annál magasabb szintet képvisel. Ezek a szintek Kohlberg, Piaget, Erickson, Maslow fejlődés-lélektani kutatásain alapulnak. A szintek nagyobb struktúrába szervezhetők, így megkülönböztetünk több szintet magába foglaló preperszonális (tudattalan motivációk), perszonális (tudatos mentális aktivitás) és transzperszonális (integrált, mitikus struktúrák) szakaszokat.

#### Állapotok
Wilber az állapot szóval a tudatosság azon aspektusait jellemzi, amelyek múlékonyak, időlegesek, tünékenyek. Valaki elérheti rövid időre a nonduális /egyhegyű állapotot, de ahhoz, hogy ezt a szintet elérje, komoly fejlődésre van szükség. Ilyen esemény például amikor valaki néhány év hegedülés után rövid ideig képes úgy játszani, mint egy komoly virtuóz. Wilber háromfajta természetes tudatállapotot különít el: ébrenlét (az ego), álmodás (a lélek), mélyalvás (a Tiszta Tudat szintje).

#### Típusok
Típusok alatt a különféle gondolkodók által kidolgozott személyiségtípusokat érti Wilber, melyek nem kapcsolódnak szorosan a másik négy AQAL jellemzőhöz, de ugyanolyan fontosak. A jungi archetípusok, a maszkulin és feminin típusok, a kilenc enneagramma kategória mind érvényes Wilber sémájában, ahol a szintek függőlegesen, a típusok vízszintesen jelennek meg. Attól például, hogy valaki intro- vagy extrovertált még lehet négyes fejlődési szinten. A legvégső tudatfejlődési szinteken ezek a személyiségtípusok már nem jellemzőek.

## Magyarul megjelent művei
- A Működő Szellem rövid története (Európa Kiadó 2003, ford. Orzóy Ágnes); (Ursus Libris, 2009) alap: A Brief History of Everything, 1996
- Határok nélkül. A személyiség kiteljesítésének keleti és nyugati szemlélete; ford. Béresi Csilla; Édesvíz, Bp., 2000
- Áldás és állhatatosság. Spiritualitás és gyógyulás. Treya Killam Wilber élete és halála; ford. Bojtár Tamás, Ujlaki Ildikó; Ursus Libris, Bp., 2005
- Bevezetés a transzperszonális pszichológiába. Válogatás Abraham H. Maslow, Roberto Assagioli, Ken Wilber írásaiból; ford. Turóczi Attila; Ursus Libris, Bp., 2006 (Emberközpontú pszichológia)
- Integrál szemlélet. Rövid bevezető az élet, az Isten, az univerzum és minden más forradalmian új, integrál megközelítéséhez; ford. Gánti Bence; Ursus Libris, Bp., 2008

A Bevezetés a transzperszonális pszichológiába című kötetben két rövidebb írás mellett helyet kapott a Transformations of Consciousness című könyv két általa írott fejezete.

## Fordítás
- Ez a szócikk részben vagy egészben a Ken Wilber című angol Wikipédia-szócikk ezen változatának fordításán alapul.  Az eredeti cikk szerkesztőit annak laptörténete sorolja fel. Ez a jelzés csupán a megfogalmazás eredetét és a szerzői jogokat jelzi, nem szolgál a cikkben szereplő információk forrásmegjelöléseként.